# Umbraco
Umbraco è un sistema open source di gestione (CMS) per la piattaforma di pubblicazione di contenuti sul World Wide Web, scritta in C# e implementato su infrastruttura Microsoft.
Il backend open source è distribuito con una licenza MIT, mentre l'interfaccia utente è commercializzata sotto la licenza umbraco.
Umbraco è stato sviluppato da Niels Hartvig nel 2000 e venduto come software open source nel 2004. Nel 2010, con 1000 download al giorno, Umbraco è stato tra i primi 5 download più popolari tramite il Microsoft Web Platform Installer, due posti sotto il suo principale rivale DotNetNuke.
Umbraco è usato da importanti aziende come Wired, Peugeot, Heinz e Vogue.

## Vantaggi rispetto ad altri CMS
Alcuni dei vantaggi di Umbraco, rispetto ad altri diffusi CMS open source come Wordpress o Joomla, sono:
- possibilità di realizzare il sito web partendo da una pagina, una struttura ed un template completamente vuoti. Questo consente al programmatore di implementare strutture ad hoc evitando di iniziare il progetto con l'intera struttura del sito web prefatta.
- la struttura di Umbraco, formata da tipi di dati, template, e contenuti inseriti da backend, è agilmente implementabile e visualizzabile da codice per mostrare i dati da frontend.
- ogni pagina su Umbraco può essere associata ad un template che cambia la grafica con cui vengono mostrati i dati.
- tutta la struttura di Umbraco è caratterizzata da nodi padre e figlio che ereditano le proprietà, nel classico stile OOP.